# Chalermpong Kerdkaew
Chalermpong Kerdkaew (en tailandés: เฉลิมพงษ์ เกิดแก้ว; Lopburi, Tailandia, 7 de octubre de 1986) es un futbolista tailandés que juega de defensa central para el Rayong FC de la Thai League 1.

## Carrera

### Club
| Periodo   | Club                  | Apariciones | Goles |
| --------- | --------------------- | ----------- | ----- |
| 2007      | Lopburi FC            | 20          | 0     |
| 2008–2012 | PEA FC                | 6           | 0     |
| 2010–2011 | → Buriram FC (cedido) | 19          | 2     |
| 2013      | Chainat Hornbill      | 22          | 0     |
| 2014–2022 | Nakhon Ratchasima FC  | 192         | 3     |
| 2022–2023 | Chonburi FC           | 27          | 1     |

### Selección nacional
Jugó para Tailandia en 19 ocasiones de 2017 a 2019, participó en la clasificación de AFC para la Copa Mundial de Fútbol de 2018 y en la Copa Asiática 2019.

## Logros

### Club
- Thai Premier League (1): 2008
- Thai FA Cup (1): 2012
- Thai League Cup (1): 2012
- Regional League Division 2 (1): 2010
- Thai Division 1 League (1): 2011

### Selección nacional
- King's Cup (1): 2017

### Individual
- Equipo Ideal de la Thai League 1: 2020–21[1]